# 数字地面模型

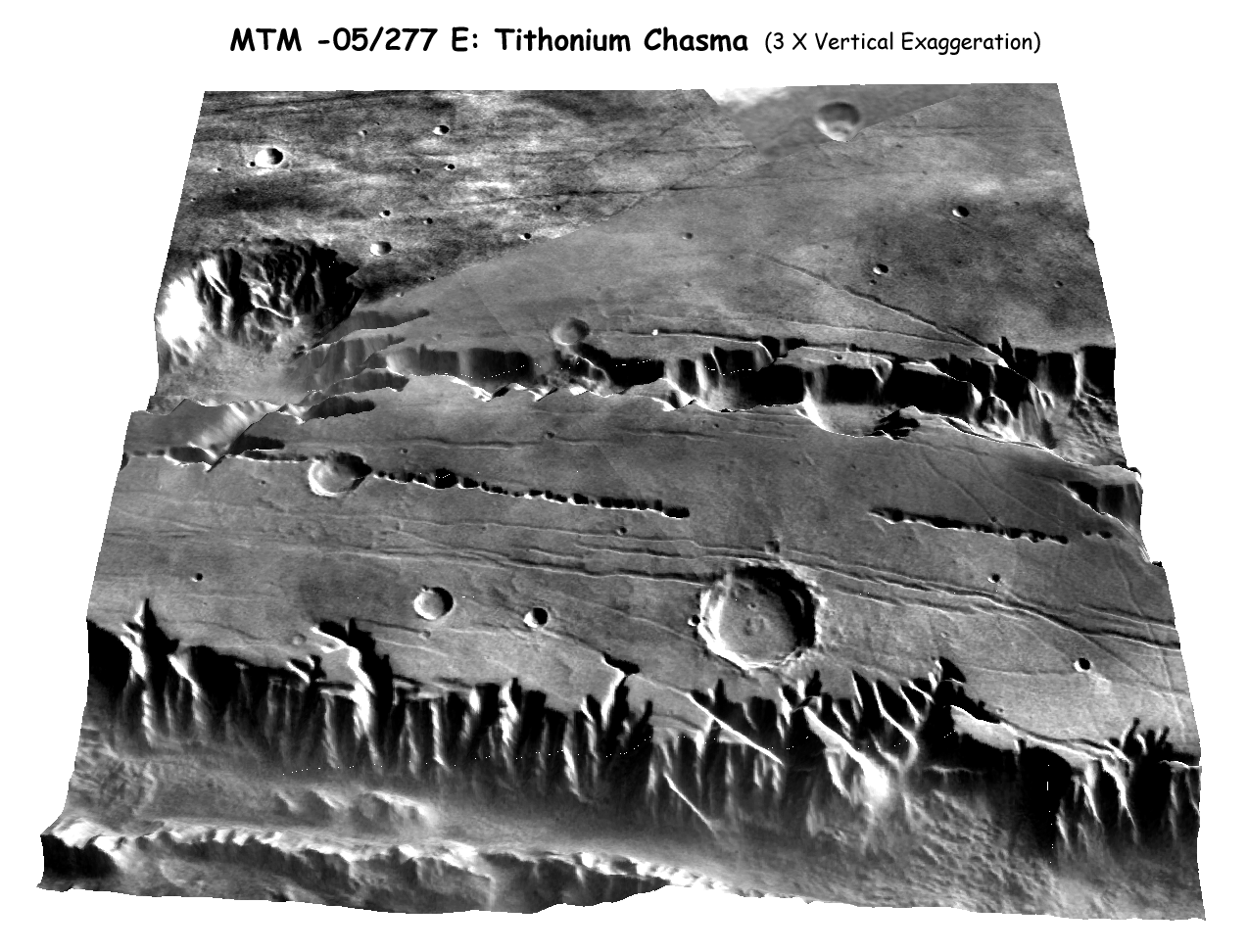
火星水手號峽谷西北段的提托努利林峽谷（Tithonium Chasma）地區数字地面模型。

数字高程模型（DEM）或数字地表模型（DSM）是一种3D计算机图形表示，用于表现地形数据，代表地形或覆盖物体，通常是指行星、月球或小行星的地形。"全球DEM"指的是一个离散的全球网格。DEM在地理信息系统（GIS）中经常被使用，并且是数字制作的地形图最常见的基础。数字地形模型（DTM）特指地面表面，而DEM和DSM可能代表树顶冠层或建筑物屋顶。
虽然DSM可用于景观建模、城市建模和可视化应用，但DTM经常被用于洪水或排水建模、土地使用研究、地质应用及其他应用，并且在行星科学中也有其重要性。这两种模型为地理、环境科学、工程和规划领域提供了重要的数据和工具，使得从不同角度分析和理解地球表面及其他天体表面成为可能。

## 术语
在科学文献中，对于数字高程模型（DEM）、数字地形模型（DTM）和数字地表模型（DSM）的术语使用并没有统一的规范。在大多数情况下，“数字地表模型”代表地球表面并包括其上所有物体。与DSM相对，数字地形模型（DTM）代表的是没有任何像植物和建筑物这样的对象的裸露地面表面。
DEM通常被作为DSMs和DTMs的通用术语，仅代表高度信息而不对表面做进一步的定义。其他定义将DEM和DTM等同起来，将DEM和DSM等同起来，定义DEM为DTM的一个子集，这也代表了其他形态元素，或者将DEM定义为矩形网格，而将DTM定义为三维模型（TIN）。大多数数据提供者（如USGS、ERSDAC、CGIAR、Spot Image）使用DEM这一术语作为DSMs和DTMs的通用术语。一些数据集，如SRTM或ASTER GDEM原本是DSMs，尽管在森林覆盖区域，SRTM达到树冠层，提供的读数介于DSM和DTM之间。从高分辨率的DSM数据集创建DTMs，通过复杂算法过滤掉建筑物和其他物体，这一过程被称为“裸地提取”。在下文中，术语DEM被用作DSMs和DTMs的通用术语。

## 类型
DEM（数字高程模型）可以表示为栅格格式（一个正方形网格，当表示高程时也被称为高度图）或作为基于矢量的不规则三角网（TIN）。TIN DEM数据集也被称为原始（测量的）DEM，而栅格DEM被称为次级（计算的）DEM。DEM可以通过摄影测量、激光雷达（LiDAR）、干涉合成孔径雷达（IfSAR或InSAR）、地面测量等技术获得。
DEM通常是使用遥感技术收集的数据构建的，但也可以通过地面测量来构建。这些方法提供了从不同来源和技术获取地形高度信息的灵活性，使得DEM在多种应用中成为了一个宝贵的资源，包括地理信息系统（GIS）分析、环境研究、城市规划、灾害管理和工程项目中。通过整合和处理这些数据，可以创建出高精度的地形模型，为了解和管理自然和人造环境提供支持。
数字高程模型（DEM）可以以栅格（一个正方形网格，当表示高程时也称为高度图）或基于矢量的三角不规则网络（TIN）的形式表示。TIN DEM数据集也被称为原始（测量的）DEM，而栅格DEM被称为次级（计算的）DEM。DEM可以通过摄影测量、激光雷达（LiDAR）、干涉合成孔径雷达（IfSAR或InSAR）、地面测量等技术获得。（李等，2005年）。

## 制作

### 卫星地图
生成数字高程模型的一种强大技术是干涉合成孔径雷达（Interferometric Synthetic Aperture Radar, InSAR），其中一个雷达卫星（如RADARSAT-1、TerraSAR-X或Cosmo SkyMed）的两次飞越，或者如果卫星装备有两个天线的话（像SRTM仪器那样），只需一次飞越就能收集足够的数据，以生成边长数十公里、分辨率约为十米的数字高程图。也可以使用数字图像相关法（Digital Image Correlation Method）采用其他类型的立体对，其中两幅光学图像从飞机或地球观测卫星（如SPOT5的HRS仪器或ASTER的VNIR波段）的同一次飞越中以不同角度获取。这些技术提供了一种高效生成高精度DEM的方法，特别适用于覆盖广阔区域的地形测绘。
SPOT 1卫星（1986年）利用两次飞越的立体对相关技术，为地球大部分陆地提供了首批可用的高程数据。随后，欧洲遥感卫星（ERS, 1991）使用相同的方法提供了进一步的数据，航天飞机雷达地形测绘任务（SRTM, 2000）利用单次飞越的合成孔径雷达（SAR）技术，以及搭载在Terra卫星上的高级空间辐射热发射和反射辐射计（ASTER, 2000）利用双次飞越的立体对技术。这些任务显著增强了我们对地球表面高程的了解，并为地形分析、环境监测和各种地理信息系统（GIS）应用提供了宝贵的数据。

### 行星地图
在行星科学中，越来越有价值的工具是使用轨道高度计制作行星的数字高程图。这方面的一个主要工具是激光高度计，但雷达高度计也被使用。使用激光高度计制作的行星数字高程图包括对火星的火星轨道激光高度计（MOLA）测绘、对月球的月球轨道激光高度计（LOLA）和月球高度计（LALT）测绘，以及对水星的水星激光高度计（MLA）测绘。在行星制图中，每个行星体都有一个独特的参考表面。
这些激光高度计数据为科学家提供了精确的地形信息，使他们能够详细研究行星表面的地形特征、冲积平原、火山、撞击坑等。这些信息对于理解行星的地质历史、气候变化和潜在的生命存在条件至关重要。例如，MOLA数据帮助科学家揭示了火星上存在大规模水流的证据，而LOLA和LALT数据增强了我们对月球表面和内部结构的理解。通过这些高度测量技术，行星科学家能够创建高精度的行星地形模型，这对于未来的探测任务规划和行星系统科学研究非常有价值。

### 获取用于创建 DEM 的高程数据的方法
DEM的质量是衡量每个像素处高程准确性（绝对准确性）和地形形态准确性（相对准确性）的一种指标。DEM的质量评估可以通过比较来自不同来源的DEM来进行。影响DEM衍生产品质量的几个因素包括：
1. 数据采集技术：使用的技术（如激光雷达、摄影测量、合成孔径雷达等）决定了原始数据的分辨率和准确性。
2. 采样密度：数据点的密度影响着地形细节的捕获能力。更高的采样密度通常意味着更高的地形细节。
3. 插值方法：在将采样点转换为连续高程表面的过程中所采用的插值方法会影响最终DEM的准确性。
4. 地形复杂性：地形的复杂性，如陡峭的斜坡和峭壁，可能会影响测量准确性和插值结果。
5. 数据处理和清理：数据的预处理和清理步骤，包括去除异常值和修正数据错误，对提高DEM的质量至关重要。
6. 时间因素：地表变化（如侵蚀、沉积、植被变化等）意味着DEM的准确性可能会随时间而变化。

通过比较来自不同源的DEM数据，例如，将地面测量数据与遥感数据进行比较，可以评估特定DEM的绝对和相对准确性。这种比较可以揭示数据间的差异，指出潜在的错误来源，从而指导如何选择和使用DEM数据以最大化研究或应用项目的准确性。

數值表面模型（Digital Surface Model, DSM）和数字地面模型（Digital Terrain Model, DTM）的不同